# Magnus Thulstrup Bagge
Magnus Thulstrup Bagge (* 9. August 1825 in Kristiansund, Norwegen; † 1894 in Blankenburg, Herzogtum Braunschweig) war ein norwegischer Landschaftsmaler der Düsseldorfer Schule.

## Leben

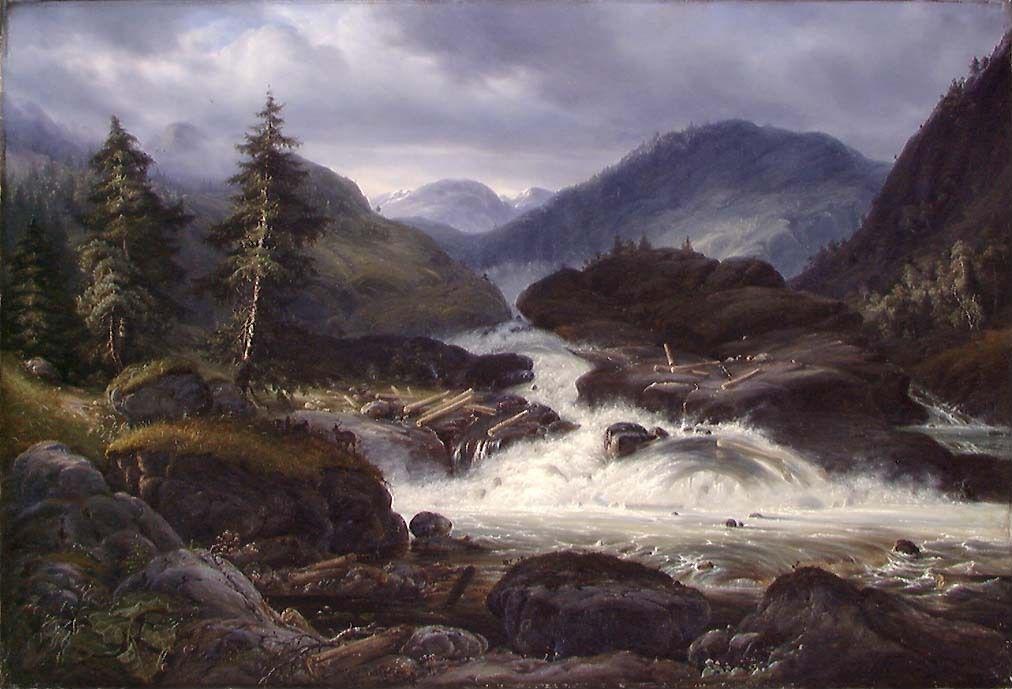
Labrofossen (Labrofoss), Wasserfall des Numedalslågen, 1847, Nationalmuseum Oslo

Der Sohn des Postmeisters Halvor Bagge (1787–1843) und der Fredrikke Christine Hiorth (1798–1833) wuchs mit den Geschwistern Halvor Johan Bagge (* 1828 Fredrikshald, Østfold; Lehrer) und Elenore Dorothea Marie Bagge (* 1829 Fredrikshald, Østfold) auf. Nach dem frühen Tod der Mutter heiratete der Vater ein zweites Mal; dieser Ehe entstammten mehrere Halbgeschwister.
Bagge besuchte – nach mehreren Jahren als Seemann – zunächst die Königliche Zeichenschule von Christiania und ab 1843 oder 1844 für drei Jahre die Königlich Dänische Kunstakademie in Kopenhagen. In dieser Zeit ließ er sich auch privat von Jens Peter Møller (1783–1854) unterrichten. Norwegische Landschaften stellte er 1845 bis 1847 in Kopenhagen aus, 1846 und 1847 zum ersten Mal im Kunstverein Christiania. 1850 zog er nach Düsseldorf, wo er Privatschüler von August Leu wurde und zum Kreis um Hans Fredrik Gude und Adolph Tidemand gehörte. 1852 und 1858 erhielt er staatliche Reisestipendien, nachdem er mehrere Bilder nach Norwegen geschickt hatte. Studienreisen führten ihn durch Deutschland, in die Schweiz und nach Norwegen, hier insbesondere in die Regionen Valdres und Telemark. Von 1850 bis 1853 und von 1862 bis 1867 war er Mitglied des Künstlervereins Malkasten. Später zog er nach Berlin, wo er bis in die 1890er Jahre lebte und 1872 bis 1890 dem Verein Berliner Künstler angehörte.
In den 1850er Jahren unterrichtete Bagge den späteren Dramatiker Henrik Ibsen in Ölmalerei. Dieser verwandte ihn als Vorbild für die literarische Figur Hjalmar Ekdal in dem Schauspiel Die Wildente. Bis 1860 stellte Bagge in norwegischen Kunstvereinen aus. Auf skandinavischen Ausstellungen war er 1866 in Stockholm und 1872 in Kopenhagen vertreten. Bagge war befreundet mit dem Arzt und Dichter Friedrich Wilhelm Weber, den er durch den Bericht eines Erlebnisses in den norwegischen Bergen zu der Erzählung Goliath (1892) inspirierte.

## Eigene Schriften
- Brief an Adalbert Falk, Preußisches Ministerium der Geistlichen und Unterrichtsangelegenheiten, Berlin, 16. Februar 1872: Kalliope
- 2 Briefe an Berthold Auerbach (zu dessen Geburtstag), Berlin, 28. Februar 1880 und 28. Februar 1881: Kalliope
- Brief an Unbekannt, Staudach, 6. September 1874: Kalliope

## Archivalien
- Oslo, Nasjonalgalleriets dokumentasjonsarkiv

## Werke in öffentlichen Sammlungen
- Drammen, De fjorskjellige kunstforeningers Faste Galleri
- Oslo, Nationalgalerie (Nasjonalgalleriet): „Labrofossen“, 1847; Öl auf Leinwand; Inv.nr. NG.M. 03576; Abbildung als Lithografie nach Gemälde „Laurbrofos“, bez.: „Bagge pinx. Carl Jensen lith.“. In: Christian Tønsberg (Hrsg.): Norge fremstillet ho Tegninger, ca. 1848.
- Oslo, Bygdo Manor Farm, Sammlung Kgl. Schloss: „Fjord zwischen Bergen“, 1856 (lt. Thieme-Becker: „Landschaft aus Valdres“, 1857); Öl auf Leinwand, 87 × 122 cm; Abbildung: Lexikon der Düsseldorfer Malerschule, Bd. 1, 1997, S. 78
- Stockholm, Nationalmuseum: „Norwegische Landschaft mit Waldsee“, 22 × 112 cm; sign.: Magnus Bagge / Düsseldorf 1852. (Katalog NM Stockholm, Inv.Nr. 4823).
- Trøndelag Kunstgalleri (ehem. Kunstverein)

## Weitere Werke
- „Norwegische Landschaft“, bez.: „Valdres(?)“, 1855; Öl/Lwd., 84 × 123 cm
- „Gebirgssee“, 1866; Öl/Holz, 29 × 41 cm (Aukt.-Kat. 432, Leo Spik, Berlin, 10./11. Oktober 1960, Nr. 3: KA Dresden 1868; Schätzpreis 750 DM und Aukt.-Kat. 439, Leo Spik, Berlin, 11. Dezember 1961)
- „Norwegischer Binnensee“, 1868, Öl auf Leinwand, 21 × 30 cm; Abbildung: Lexikon der Düsseldorfer Malerschule, Bd. 1, 1997, S. 78
- „Mondaufgang am Brina-Elv in Söndre-Aurdal, Norwegen“; Abb. als Holzschnitt, in: Allgemeine Familienzeitung, 3. Jahrg., Bd. 11, Stuttgart 1871, S. 221
- „Månskenstykke, Norge“ (Mondscheinlandschaft, Norwegen), 1872
- „Sommer am Fjord“, 1876; Öl auf Holz, 33,5 × 46 cm; (Auktion Bolland & Marotz, Bremen, 11. Dezember 1992; Zuschlag  2100.- DM)
- „Sommertag am Moldefjord. Auf dem Wasser Ruderboot“, 1877; Öl/Holz, 20 × 29 cm; verso Klebezettel: „Andenken von Magnus Bagge an Preisrichter Ribbentrop“ (Auktion 658, Leo Spik, Berlin, 7. Juli 2016, Nr. 6)
- „Blick auf die Lofoten, nachts“, 1880; Öl auf Pappe, auf Leinwand aufgezogen, 37 × 56 cm (Auktion 432, Leo Spik, Berlin, 10./11. Oktober 1960, Nr. 2; Schätzpreis 750 DM)
- „Nordischer Fjord“, Öl, 29 × 42 cm; sign.: Magnus Bagge 1885 (Aukt.-Kat. 483, Rasmussen, Kopenhagen, April 1986, Nr. 138; Zuschlag 12000 DKR.)
- „Norwegische Hütte“, Öl auf Holz, 20 × 31 cm; sign.: M.B. (Aukt.-Kat. 483, Rasmussen, Kopenhagen, April 1986, Nr. 139; Zuschlag 5000 DKR.).

## Ausstellungsbeteiligungen (Auswahl)
- Charlottenborgutstillingen, København, 1845–1847
- Christiania Kunstforening, 1846–1853
- Christiania Kunstforening, 1846–1853
- Den skandinaviske Kunstudstillingen, Christiania, 1852
- Düsseldorf, Permanente Kunstausstellung 1853: „Norwegisches Hochgebirge“
- Österreichischer Kunstverein, Wien, 1854: Bagge in Düsseldorf, 34. „Norwegisches Höhenbild“, 36. „Norwegischer Höhensee“
- Weltausstellung, Paris, 1855: „forêts norwegiénnes“ (Norwegischer Wald); Kat.-Nr. 2008[3]
- Christiania Kunstforening, 1855–1859
- Den nordiske Kunstudstillingen, Christiania, 1857
- Christiania Kunstforening, 1861
- Akademie Stockholm, 1866
- Akademische Kunstausstellung, Berlin, 1868 (bis 1. Oktober: Schönebergerstr. 26, 1 Tr.; nach 1. Oktober: Schöneberger Ufer 43, 2 Tr.): 22. „Mondaufgang am Beina-Elv in Valders in Norwegen“, 23. „Norwegische Landschaft, Bandagssee bei Ober-Tellemarken“
- Christiania Kunstforening, 1869
- Akademische Kunstausstellung, Berlin, 1870 (Schöneberger Ufer 43): 23. „Bygdin-See (In der höchsten und wildesten Hochebene in Bergenstift in Norwegen, der Heimath der wilden Rennthiere. Der See ist 6 Meilen lang und liegt 4500‘ über der Meeresfläche.)“
- Akademische Kunstausstellung, Berlin, 1872 (Schöneberger Ufer): „Bydinsee in Norwegens Hochebene“
- Den nordiske Industri- og Kunstudstillingen, København, 1872 (Whg.: Berlin): „Parti fra Wallen-Se i Schweiz“[4]
- International Exhibition, Philadelphia, USA, 1876: Bagge, Magnus von, Berlin, Germany: „Moonrise over Lake Bygden, Norway“[5]
- Akademische Kunstausstellung, Berlin, 1876: „Mondaufgang in einer Sommernacht am Bygdin-See, Bergen-Stift , mit einem Rudel Renntiere“; Erwerb durch den deutschen Kaiser (Wilhelm I.)[6]
- Akademische Kunstausstellung, Berlin, 1880: „Mondaufgang. Sommerabend in Ober-Telemarken“
- Akademische Kunstausstellung, Berlin, 1881 „Sommernachmittag am Moldefjord. Aussicht von Rakneshongen bei Molde“ (Ausst.-Kat. Nr. 29), „Mitternachtsonne im nördlichen Eismeere. Blick auf die Lofoten-Inseln. Aufgenommen zwischen 12 und 1 Uhr nachts im Juli“ (Ausst.-Kat. Nr. 28: Bes. Feldmann, Bonn).
- postum: Jubileumsutstillingen, Kristiania, 1914